# Chezg
Chezg (persiska: چزگ) är en ort i Iran.   Den ligger i provinsen Khorasan, i den nordöstra delen av landet, 600 km öster om huvudstaden Teheran. Chezg ligger 1 341 meter över havet och antalet invånare är 662.
Terrängen runt Chezg är platt åt nordost, men åt sydväst är den kuperad. Terrängen runt Chezg sluttar norrut. Runt Chezg är det ganska tätbefolkat, med 56 invånare per kvadratkilometer. Närmaste större samhälle är Solţānābād, 16,9 km väster om Chezg. Trakten runt Chezg består i huvudsak av gräsmarker.